# Высокинский, Александр Геннадьевич
Алекса́ндр Генна́дьевич Высоки́нский (род. 24 сентября 1973, Свердловск, РСФСР, СССР) — российский политический и государственный деятель. Первый заместитель губернатора Свердловской области с 22 декабря 2020 года по 30 сентября 2021 года. Член Всероссийской политической партии «Единая Россия». Глава Екатеринбурга с 25 сентября 2018 по 22 декабря 2020.
Сенатор Российской Федерации с 8 октября 2021 года, заместитель председателя Комитета Совета Федерации по федеративному устройству, региональной политике, местному самоуправлению и делам Севера.
Из-за поддержки нарушения территориальной целостности Украины во время российско-украинской войны находится под персональными международными санкциями  Евросоюза, США, Великобритании и ряда других стран.

## Биография
Родился в городе Свердловске 24 сентября 1973 года. В 1996 году он закончил Уральскую академию государственной службы по специальности «Государственное и муниципальное управление». В 1999 году Александр Геннадьевич окончил аспирантуру Академии государственной службы при Президенте РФ в Москве. С 1999 года он является кандидатом экономических наук.
Трудовой путь Высокинский начал на НПО «Автоматики». С декабря 2000 года он становится начальником отдела конкурентных преимуществ и инвестиционной привлекательности Комитета по экономике Администрации г. Екатеринбурга, через несколько месяцев — заместителем председателя Комитета. В мае 2002 года Александр Геннадьевич был назначен на пост председателя Комитета.
Со 2 июня 2008 года Высокинский приступил к исполнению своих обязанностей в должности заместителя главы Екатеринбурга, впоследствии стал заместителем главы Администрации города Екатеринбурга.
В феврале 2016 года указом губернатора Свердловской области назначен на должность заместителя губернатора региона. На этой должности Александр Геннадьевич курировал реализацию проекта «Большой Екатеринбург», исполнение «Стратегии-2030» в муниципалитетах, а также взаимодействие с территориями.
Автор ряда научных работ и публикаций. Является одним из разработчиков и координаторов Стратегического плана развития Екатеринбурга, рассчитанного до 2025 года.
25 сентября 2018 года на заседании городской думы избран главой Екатеринбурга. За неделю до этого стал сторонником партии «Единая Россия», что позволит ему через полгода претендовать на членство в партии.
Депутаты екатеринбургской городской думы 25 декабря 2018 года проголосовали за отмену своего же решения о повышении зарплаты главы города, а заодно других городских чиновников, депутатов и муниципальных служащих. Такое решение было принято после того, как предлагаемое повышение зарплат раскритиковал секретарь генсовета «Единой России» Андрей Турчак.

### Глава Екатеринбурга
25 сентября 2018 года на заседании городской думы избран главой Екатеринбурга.
При Высокинском было прекращено финансирование некоторых давно существующих городских СМИ. До прихода Высокинского Администрация Екатеринбурга решила создать из городского телеканала «Студия-41» (действовал с 1997 года) муниципальное телевидение. На 2019 год в бюджете Екатеринбурга были предусмотрены около 40 млн рублей на создание городского телевидения. После того, как главой Екатеринбурга стал Александр Высокинский, было принято решение изъять эту статью расходов. На 2019 год на «Студии-41» работало 60 человек (перед 2019 годом сократили 32 человека для уменьшения расходов). В итоге в 2019 году телеканал был приобретен принадлежащим властям Свердловской области Монетным щебеночным заводом. Также с городского финансирования была снята выходившая с 1957 года газета «Вечерний Екатеринбург», получавшая средства из бюджета за публикацию нормативно-правовых актов Екатеринбурга. В 2018 году из бюджета Екатеринбурга «Вечерний Екатеринбург» получил 74,7 млн руб.. В 2019 году власти Екатеринбурга отказались финансировать издание нормативно-правовых актов в «Вечернем Екатеринбурге» и зарегистрировали свое издание «Вестник Екатеринбурга». В результате прекратился выход печатной версии «Вечернего Екатеринбурга». но остался интернет-сайт. Также в конце 2019 года Администрация Екатеринбурга стала выпускать «Вестник пенсионера», на три выпуска которого потратила 3,2 млн руб. С 20 декабря 2019 года права на бренд «Вечерний Екатеринбург» перешли к Администрации города Екатеринбурга.
При Высокинском были объединены в 2018 году в Екатеринбургское муниципальное унитарное предприятие «Гортранс» МОАП (муниципальные автобусы) и «Трамвайно-троллейбусное управление». После объединения выросла аварийность на муниципальном автотранспорте Екатеринбурга. За 2019 год в Екатеринбурге были зафиксированы 105 дорожно-транспортных происшествий, в которых правила дорожного движения нарушили водители муниципальных автобусов (в 2018 году таких дорожно-транспортных происшествий было 67), в результате которых 2 человека погибли, а 124 человека получили ранения. Руководитель ЕМУП «Гортранс» Сергей Нугаев в 2020 году пояснил, что одной из причин высокой аварийности стала нехватка водительских кадров, которая привела к тому, что шоферы перерабатывали.
Высокинский также объявил о передаче «Гортранса» в концессию одной из частных компаний, причем среди претендентов фигурировала подконтрольная владельцам УГМК компания «Трансмашхолдинг». При Высокинском началось строительство трамвая из Екатеринбурга в Верхнюю Пышму. Строительство вела УГМК.
22 декабря 2020 года по просьбе Высокинского Екатеринбургская городская дума досрочно прекратила его полномочия на посту главы Екатеринбурга.

## Членство в политических партиях
12 июня 2020 года вступил в партию «Единая Россия».

## Личная жизнь
Мать — Вера Ивановна Высокинская (род. 1944), бывший сотрудник администрации губернатора Свердловской области Эдуарда Росселя, одна из руководителей землячества белорусов в Екатеринбурге, в 1990-х годах участвовала в областных выборах по спискам партии «Яблоко». Кандидат исторических наук, многие годы преподавала в Свердловской высшей партийной школе и её правопреемнице — Уральской академии государственной службы, которую закончил сын.
Отец — Геннадий Викторович Высокинский (1940—1991), архитектор, умер рано.
Высокинский состоит в гражданском браке, воспитывает двух сыновей.
Сын — Лев Александрович Высокинский (род. 2000), окончил СУНЦ УрФУ; Юридический факультет им. М.М. Сперанского Института Права и Национальной Безопасности РАНХиГС при Президенте РФ, бакалавр права; Лингвистический центр при Университете «MODUL DUBAI», Объединённые Арабские Эмираты, лингвист-переводчик. Студент магистратуры МГУ им. М.В. Ломоносова (ВШГА МГУ), Философского факультета Уральского Федерального Университета. Научный работник, исследователь проблем администрирования, публичного права. Является автором научных публикаций, входящих в перечень ВАК РФ. Делегат многих научно-исследовательских конференций, проходящих под эгидой Института Государства и Права Российской Академии Наук, Института Законодательства и Сравнительного Правоведения при Правительстве РФ. Делегат Собрания Административистов России (под эгидой МГЮА им. О.Е. Кутафина) 2020г.

### Увлечение
Занимается хоккеем. Согласно данным СМИ, является владельцем коллекции раритетных автомобилей, в том числе Cadillac, Rolls-Royce, Pierce-Arrow, Packard, Lincoln, ЗиС, «Чайка» и «Волга».

## Санкции
9 марта 2022 года, на фоне вторжения России на Украину, внесён в санкционный список всех стран Европейского союза так как он голосовал за ратификацию договоров о дружбе с самопровозглашёнными ЛНР и ДНР.
24 марта 2022 года внесён в санкционный список Канады «соратников режима» за «содействие в нарушения суверенитета и территориальной целостности Украины».
30 сентября 2022 года внесён санкционный список Соединённых Штатов Америки «за аннексию Путиным регионов Украины» и одобрения закона о фейках. Государственный департамент отмечает что сенаторы  «проголосовали за одобрение просьбы Путина о вводе войск в Украину, что послужило неоправданным предлогом для полномасштабного вторжения России в Украину».
По аналогичным основаниям, с 15 марта 2022 года находится под санкциями Великобритании. С 16 марта 2022 года находится под санкциями Швейцарии. С 21 апреля 2022 года находится под санкциями Австралии. Указом президента Украины Владимира Зеленского от 7 сентября 2022 находится под санкциями Украины. С 3 мая 2022 года находится под санкциями Новой Зеландии.